# Castelo de Petilla
O Castelo de Petilla localizava-se no termo do município de Petilla de Aragón, na província e comunidade autónoma de Navarra, na Espanha.
Trata-se de um castelo roqueiro, que envolvia uma pequena penha em posição dominante sobre a povoação.
De acordo com a documentação coeva, contava com uma torre de regulares dimensões, dividia internamente em três pavimentos, com telhado de madeira sobre as suas ameias. Era guarnecido habitualmente por 30 homens.
Actualmente desaparecido, os seus únicos vestígios são alguns sulcos lavrados na rocha, a cerca de 3 metros de altura.